# Dekanat Ząbkowice Śląskie-Południe

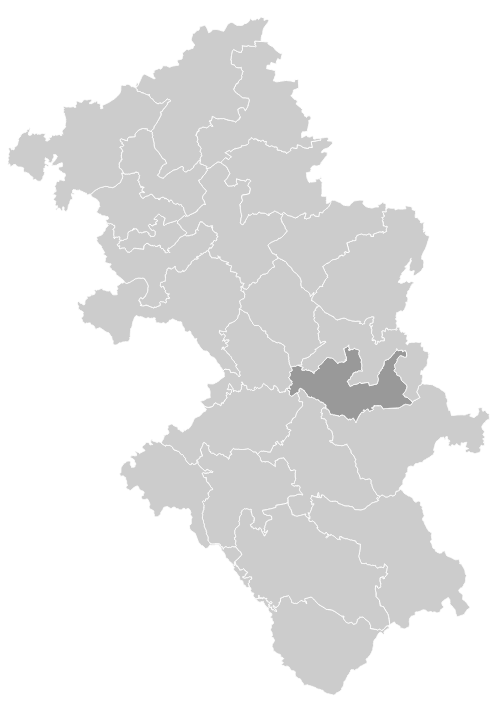
Położenie na mapie diecezji

Dekanat Ząbkowice Śląskie-Południe – jeden z 24 dekanatów w rzymskokatolickiej diecezji świdnickiej. Powstał 1 lipca 2008 na mocy dekretu bp. Ignacego Deca, który podzielił dekanat Ząbkowice Śląskie.
Dekanat znajduje się na terenie województwa dolnośląskiego, w powiecie ząbkowickim oraz częściowo kłodzkim (Nowa Wieś Kłodzka). Jego siedziba ma miejsce w Ząbkowicach Śląskich, w kościele św. Jadwigi.

## Parafie i miejscowości
W skład dekanatu wchodzi 6 parafii:

### parafia św. Wawrzyńca
- Braszowice → kościół parafialny
- Grochowa
- Grochowiska → filia Trójcy Przenajśw.
- Pawłowice

### parafia św. Mikołaja
- Brzeźnica → kościół parafialny
- Mikołajów → filia św. Jana Nepomucena
- Potworów

### parafia św. Wawrzyńca
- Budzów → kościół parafialny
- Budzów-Kolonia
- Żdanów → filia św. Sebastiana

### parafia Świętych Piotra i Pawła
- Nowa Wieś Kłodzka → filia Podwyższenie Krzyża Świętego
- Srebrna Góra → kościół parafialny

### parafia św. Barbary
- Stoszowice → kościół parafialny

### parafia św. Jadwigi
- Jaworek → filia św. Michała
- Strąkowa → filia Trójcy Przenajśw.
- Ząbkowice Śląskie
  - Sadlno → kościół parafialny

Powyższy wykaz przedstawia wszystkie miasta, wsie oraz dzielnice miast, przysiółki wsi i osady w dekanacie.